# 클로드빅토르 페랭

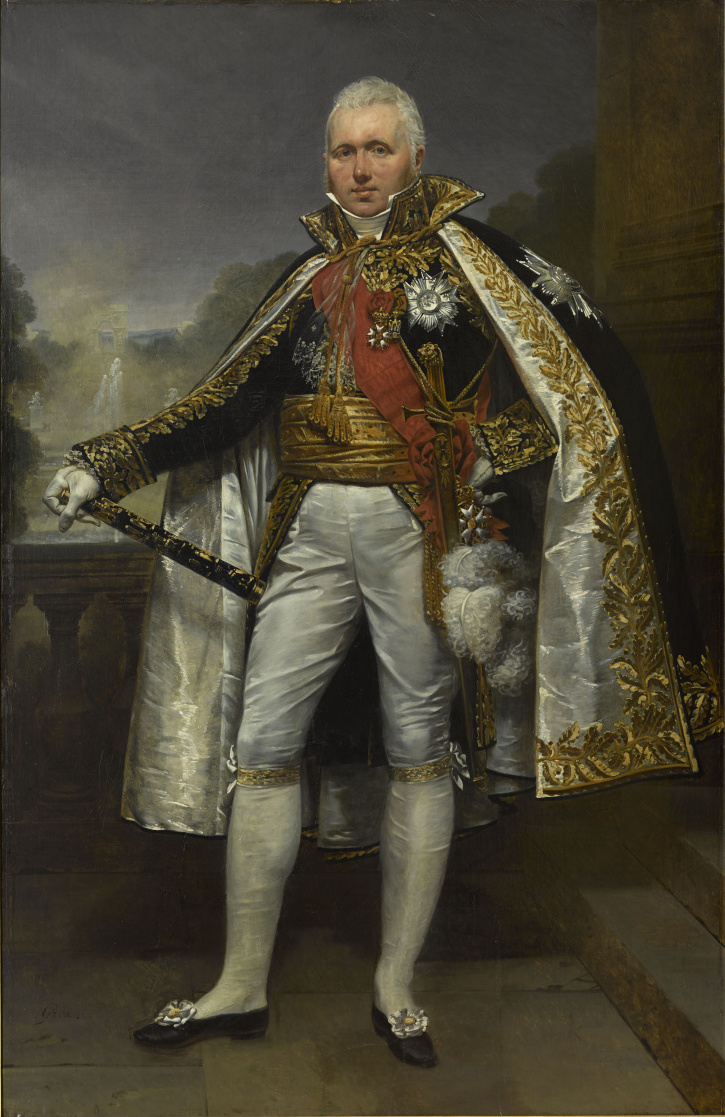
프랑스의 육군 원수, 벨루노 공작 클로드 빅토르 페랭

클로드빅토르 페랭(프랑스어: Claude-Victor Perrin, 1764년 12월 7일 프랑스 라마르슈~ 1841년 3월 1일 프랑스 파리)은 프랑스의 장군으로 프랑스 혁명 전쟁과 나폴레옹 전쟁에서 활약했다.

## 생애
1781년 사병으로 입대해 10년간의 복무를 끝내고 제대해 프랑스 발랑스에 정착했다. 그리고 지방 의용군에 가담해 대대장까지 승진했고 1793년 툴롱에서 복무하고 1796년~1797년에 나폴레옹의 이탈리아 원정에 참여해 이탈리아 라방데와 마렝고에서 싸웠다.
1802년 북아메리카 루이지애나 총독으로 잠시 부임했고 1805년~1806년 덴마크 코펜하겐에서 프랑스 전권대사로 활동했다. 프로이센과의 전쟁이 일어나자 참모장으로 제5군단에 들어가 잘펠트 전투와 예나-아우어슈테트 전투에서 승리하고 제1군단을 지휘해 프리틀란트 전투를 끝낸 뒤 나폴레옹에게 원수직을 임명받았다.
틸지트 조약 체결 후 독일 베를린 총독이 되었고 1808년 벨루노 공작 작위를 받았다. 그리고 스페인에 파견되어 반도 전쟁에서 에스피노사, 탈라베라, 바로사, 카디스 등지에서 두드러진 전과를 올리고 1812년에는 러시아 원정의 군단장이 되었다.
1813년~1814년의 전쟁에 적극 참여했으나 1814년 2월 몽트로쉬르욘 전투에 너무 늦게 도착하는 불운을 겪었다. 그 때문에 나폴레옹에게 호된 비난을 받아 해임당했다. 그 후 부르봉 왕가와 제휴해 1813년 12월 루이 18세에 의해 제2사단장으로 임명되고 1815년 피신하는 왕을 수행하고 제2차 왕정복고 때 프랑스 귀족이 되었다.
1821년~1823년 육군장관을 지내고 1830년 왕실 근위대 소장이 되었으나 프랑스 7월 혁명이 일어나 모든 공직에서 물러났다.

## 가족 관계
1791년 5월에 제인 조셉핀 머겟과 결혼하고 4자녀를 낳았다.
- 빅토린 (1792 – 1822)
- 찰스(1795 – 1827)
- 나폴레옹 빅터 (1796 – 1853)
- 주진 (1799 – 1852)

1803년 3월 줄리 보스크 반 아베세트(1781 – 1831)와 결혼하고 딸 1명을 낳았다.
- 스텝핀 조셉핀 (1805 – 1832)

## 같이 보기
- 개선문에 새겨진 이름들